# 데이터 사전
데이터 사전(data dictionary)은 시스템 전체에서 나타나는 데이터 항목들에 대한 정보를 지정한 중앙 저장소이다. 이 정보에는 항목을 참조하는데 사용되는 식별자, 항목에 대한 엔티티의 구성요소, 항목이 저장되는 곳, 항목을 참조하는 곳 등을 포함한다. IBM 딕셔너리 오브 컴퓨팅에 따르면 데이터 딕셔너리는 "의미, 다른 데이터와의 관계, 기원, 용례, 포맷 등의 데이터에 관한 정보의 핵심 저장소"이다. 오라클은 메타데이터가 있는 테이블의 모음집으로 정의한다.

## 일반적인 속성
다음은 열이나 필드에 대한 데이터 사전에 있는 일반적인 항목의 대략적인 목록이다.
- 엔터티 또는 양식 이름 또는 해당 ID(EntityID 또는 FormID). 이 필드가 속한 그룹이다.
- RDBMS 필드 이름과 같은 필드 이름
- 표시된 필드 제목. 비어 있는 경우 기본적으로 필드 이름이 사용될 수 있다.
- 필드 유형(문자열, 정수, 날짜 등)
- 최소값 및 최대값, 표시 너비, 소수 자릿수 등의 측정값이다. 필드 유형에 따라 이를 다르게 해석할 수 있다. 대안은 필드 유형에 따라 다른 속성을 갖는 것이다.
- 필드 표시 순서 또는 탭 순서
- 화면의 좌표(위치 기반 또는 그리드 기반 UI인 경우)
- 기본값
- 드롭다운 목록, 콤보 상자, 체크 상자, 범위 등과 같은 프롬프트 유형
- 필수 여부 (불리언) - 'true'인 경우 값은 공백, null 또는 공백일 수 없다.
- 읽기 전용(불리언)
- 참조 테이블 이름(외래 키인 경우) 유효성 검사 또는 선택 목록에 사용할 수 있다.
- 다양한 이벤트 핸들러 또는 참조. 예: "클릭 시", "검증 시" 등. 사건 기반 프로그래밍 문서 참고.
- 정규 표현식 또는 COBOL 스타일 "PIC" 문과 같은 형식 코드
- 설명 또는 개요
- 데이터베이스 인덱스 특성 또는 사양

## 같이 보기
- 데이터 모델링
- 데이터베이스 스키마